# John Russell Pope
John Russell Pope (24 de abril de 1874 - 27 de agosto de 1937) fue un arquitecto estadounidense cuya firma es ampliamente conocido por el diseño del edificio de los Archivos Nacionales y Administración de Documentos de los Estados Unidos (terminado en 1935), el Monumento a Thomas Jefferson (terminado en 1943) y el edificio Oeste de la Galería Nacional de Arte (terminado en 1941), todos en Washington D. C.

## Biografía
John Russell Pope nació en Nueva York en 1874, su padre, Jdohn Pope, era un exitoso pintor de retratos.

## Estudios
Pope estudió arquitectura en la Universidad de Columbia y se graduó en 1894. Fue el primer galardonado con el Rome Prize para asistir a la recién creada Academia Americana en Roma, un campo de entrenamiento para los diseñadores del "renacimiento americano". Permanecería involucrado con la Academia hasta su muerte.
Pope viajó durante dos años a través de Italia y Grecia, donde estudió, esbozo e hizo dibujos medidos de muchas estructuras romanas, góticas y renacentistas y también de algunos de los restos de edificios antiguos. Pope fue uno de los primeros estudiantes de arquitectura que dominó el uso de la cámara de gran formato, con negativos de vidrio. Asistió a la École des Beaux-Arts de París en 1896 para perfeccionar su estilo Beaux-Arts. Después de regresar a Nueva York en 1900, trabajó durante algunos años en la oficina de Premio Bruce antes de trabajar por su cuenta.

## Obras selectas
- 1911-1915: House of the Temple, Washington D. C.
- 1914-1916: Charlcote House, Baltimore (Maryland)
- 1916-1919: Branch House, Richmond (Virginia)
- 1919: Union Station (ahora el museo de ciencias de Virginia), Richmond (Virginia)
- 1926: University Club, Milwaukee, Wisconsin
- 1927: Huntington Mausoleum, San Marino (California)
- 1927-1928: Woodend, Chevy Chase, Maryland
- 1927-1929: Museo de Arte de Baltimore, Baltimore (Maryland)
- 1927±: Casa solariega Skylands y jardín botánico del Estado Manor, Ringwood (Nueva Jersey) (currently the NJ Botanical Garden)
- 1928: Hartwick College (Bresee Hall), Oneonta (Nueva York)
- 1929: Constitution Hall, Washington D. C.
- 1930: National City Christian Church, Washington D. C.
- 1931: Chapter House, Alpha Delta Phi, Cornell University
- 1931-1938 The Elgin Gallery, British Museum, Londres
- 1933-1935: Archivos Nacionales y Administración de Documentos de los Estados Unidos, Washington D. C.
- 1938-1941: Galería Nacional de Arte, Washington D. C.
- 1939-1942: Jefferson Memorial, Washington D. C.